# Кот в шляпе (мультфильм)
«Кот в шляпе» (англ. The Cat in the Hat) — будущий американский комедийный фэнтезийный анимационный фильм, снятый и написанный Алессандро Карлони и Эрикой Ривинойя и основанный на одноимённой детской книге 1957 года, написанной американским писателем Доктором Сьюзом. Мультфильм является второй киноадаптацией книги Сьюза после фильма с живыми актёрами 2003 года. Заглавную роль в мультфильме озвучивает Билл Хейдер.
Премьера мультфильма в американском прокате назначена на 27 февраля 2026 года, дистрибьюторством фильма занимается кинокомпания Warner Bros. Pictures.

## Сюжет
В центре сюжета находятся двое детей, сестра-подросток и её младший брат, которые переезжают в новый дом и очень трудно привыкают к нему. Но, внезапно, в их жизни появляется магический говорящий чёрный кот в красном цилиндре, который пытается подружиться с детьми и всячески развеселить их.

## В ролях
| Актёр              | Роль                    |
| ------------------ | ----------------------- |
| Билл Хейдер        | Кот в шляпе             |
| Сочи Гомес         | Габби                   |
| Тьяго Мартинес     | Себастьян               |
| Мэтт Берри         | Рыбка                   |
| Квинта Брансон     | TBA                     |
| Пола Пелл          | TBA                     |
| Боуэн Янг          | TBA                     |
| Титусс Бёрджесс    | TBA                     |
| Джанкарло Эспозито | TBA                     |
| Америка Феррера    | мать Габби и Себастьяна |

## Производство

### Разработка
Анимационная адаптация детской книги «Кот в шляпе» писателя Доктора Сьюза начала разрабатываться кинокомпаниями Universal Studios и Illumination ещё в марте 2012 года после финансового успеха мультфильма «Лоракс», экранизации другой одноимённой книги Сьюза. Сценаристом был назначен Роб Либер, продюсером — Крис Меледандри, а исполнительным продюсером — Одри Гейзель. Тем не менее, проект так и не был реализован.
В январе 2018 года было объявлено, что кинокомпания Warner Bros. Pictures приобрела права на мультфильм и его разработкой займётся анимационное подразделение Warner Bros. под названием Warner Bros. Pictures Animation в рамках творческого сотрудничества с компанией Dr. Seuss Enterprises. В октябре 2020 года режиссёрами проекта были назначены Эрика Ривинойя и Арт Эрнандес. Тем не менее, в июне 2023 года Эрнандес покинул проект и на его место был назначен Алессандро Карлони.

### Актёрский каст
В марте 2024 года главную роль в мультфильме получил Билл Хейдер. Чуть позже в том же месяце к актёрскому касту присоединились Квинта Брансон, Сочи Гомес, Боуэн Янг, Мэтт Берри и Пола Пелл. В июне 2025 года к касту присоединилась Америка Феррера. Вскоре к касту присоединились Джанкарло Эспозито, Титусс Бёрджесс и Тьяго Мартинес.

## Маркетинг
Первый полноценный анонс мультфильма с несколькими кадрами был показан в начале апреля 2025 года во время презентации Warner Bros. на фестивале CinemaCon.
30 июня 2025 года на нескольких видеоплатформах был выпущен рекламный ролик с участием Билла Хейдера и президента Warner Bros. Animation Билла Дамашке. В том же ролике было сказано, что первый полноценный трейлер будет выпущен 1 июля.

## Релиз
Премьера «Кота в шляпе» состоится в американском кинопрокате 27 февраля 2026 года. До этого премьера назначалась на 2024 и 2025 год и в итоге было решено выпустить фильм 6 марта 2026 года, однако в марте 2025 года премьера была перенесена на неделю раньше. По официальным данным, премьера фильма была перенесена для того, чтобы избежать конкуренции с анимационным фильмом «Хопперы» от студии Pixar.

## Общая анимационная вселенная
В октябре 2020 года было объявлено, что будущий «Кот в шляпе» станет частью неназванной общей анимационной вселенной, в которую войдут ещё два анимационных фильма. Первый из них, «Пустячок № 1 и Пустячок № 2», должен выйти в том же 2026 году. Второй мультфильм, основанный на книге Сьюза «Где тебе предстоит побывать», должен выйти в американский прокат 17 марта 2028 года.
В 2025 году было объявлено, что будущая анимационная вселенная получила официальное название «Вселенная Сьюза» (англ. The Seussiverse).